# عبد القادر العيفاوي
عبد القادر العيفاوي (9 يوليو 1981 في بلدية حسين داي، الجزائر) هو لاعب كرة قدم جزائري ويلعب حاليا لنادي اتحاد الجزائر. لعب سابقا لنوادي جزائرية أخرى وهو يحمل رقم 4في فريقه الحالي ويلعب كمدافع. لعب أول مباراة دولية ضد الأورغواي.

## إنجازات اللاعب
- بطل دوري أبطال العرب 2008 مع وفاق سطيف
- بطل الدوري الجزائري 2009 مع وفاق سطيف
- بطل كأس شمال إفريقيا للأندية البطلة 2009 مع وفاق سطيف
- وصيف بطل كأس الكونفدرالية الإفريقية 2009 مع وفاق سطيف
- بطل كأس الجمهورية الجزائرية 2010 مع وفاق سطيف

## روابط خارجية
- عبد القادر العيفاوي على موقع الاتحاد الدولي (مؤرشف)  (الإنجليزية)
- عبد القادر العيفاوي على موقع قاعدة بيانات كرة القدم.إي يو (الإنجليزية)
- عبد القادر العيفاوي على موقع ناشيونال فوتبول تيمز (الإنجليزية)
- عبد القادر العيفاوي على موقع Soccerway.com (الإنجليزية)
- عبد القادر العيفاوي على موقع عالم كرة القدم.نت (الإنجليزية)
- عبد القادر العيفاوي على موقع كووورة
- عبد القادر العيفاوي على موقع AS.com (الإسبانية)